# Abomaso

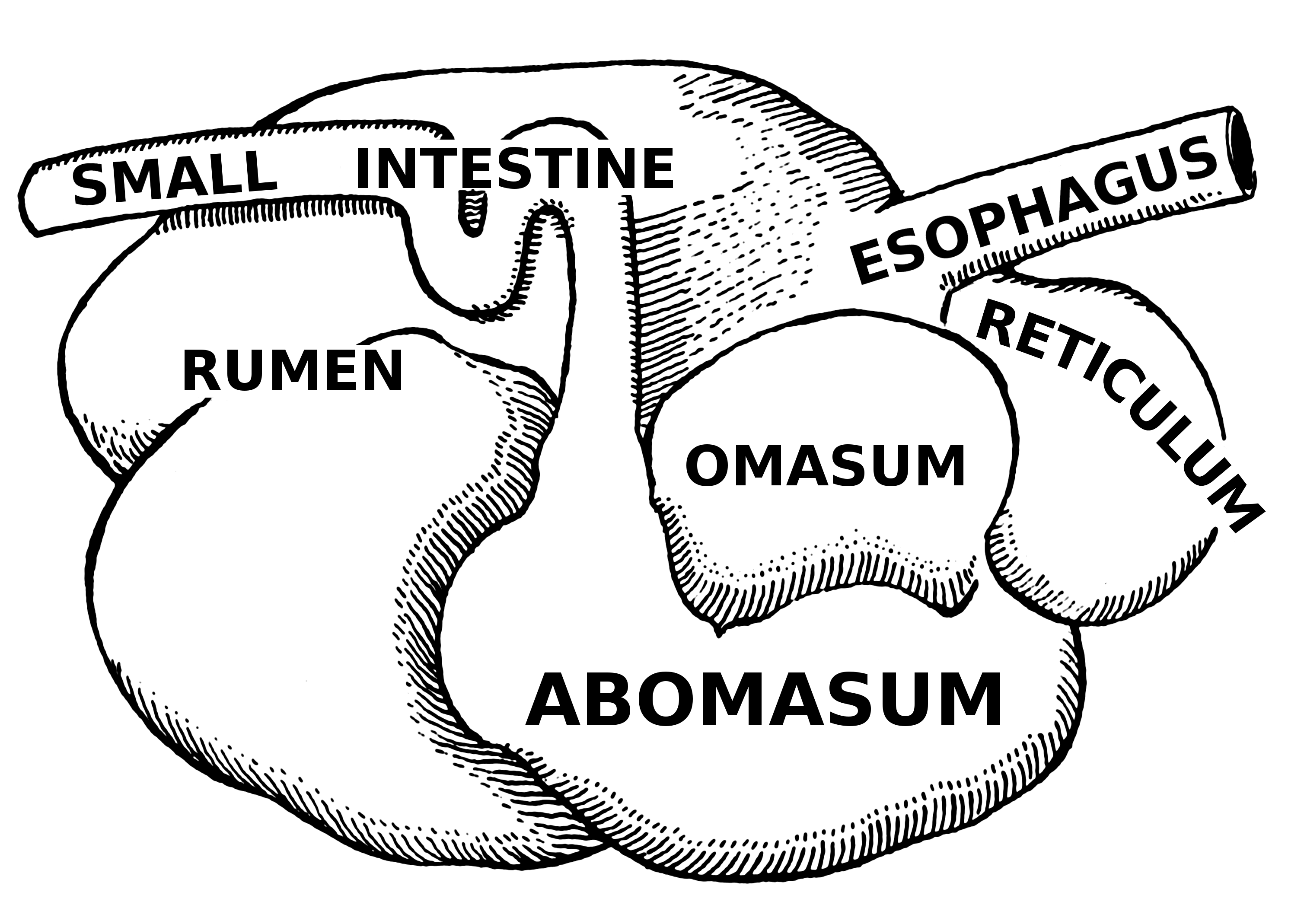
Rúmen, retículo, omaso, e abomaso.

O abomaso (também chamado de coagulador e coalheira) é a quarta câmara do estômago dos ruminantes, onde ocorre a digestão. É um saco alongado, com estrutura e funções comparáveis às do estômago de não-ruminantes. Situa-se na metade direita da cavidade abdominal, em grande parte sobre o assoalho do abdome, exceto no final da prenhez, quando é empurrado para frente pelo útero aumentado e também pode ser levantado a partir do assoalho abdominal.
Como o abomaso é suspenso frouxamente pelos omentos maior e menor, ele pode ser movimentado da sua posição normal na parte ventral direita abdominal para os lados direito ou esquerdo, ou ele pode girar em seu eixo mesentérico enquanto é deslocado para a direita.

## Patologias
Acredita-se que a ausência de tônus da parede do abomaso seja a causa do deslocamento, podendo levar a torções, o que se relaciona com dietas ricas em concentrados moídos muito finos e pobres em volumosos. Como conseqüência desta dieta, há um aumento da produção de gases, favorecendo o deslocamento do mesmo. Outro fator que também contribui para o deslocamento de abomaso é a diminuição da motilidade abomasal associada a hipocalcemia.
O Deslocamento de Abomaso à Direita  está associado a vacas que pariram recentemente, aproximadamente um mês após o parto e se caracteriza por rejeição à alimentação e distensão do abdome direito e sons de líquido no flanco direito.
O Deslocamento de Abomaso à Esquerda é também uma doença crônica de vacas que pariram recentemente como resultado de atonia abomasal e da produção gasosa, caracterizando-se por distensão do abomaso preso sob o rúmen, que se torna detectável do lado esquerdo. Outros sintomas e sinais são anorexia, acetonia e abdome macilento. Nos achados clínicos, as histórias mais comuns em gado de leite são: anorexia, diminuição na produção de leite e fezes com presença de sangue.
O tratamento é cirúrgico e consiste na correção do deslocamento do órgão, fixando-o. Os animais com desidratação e desarranjo metabólico significativo requerem terapia intravenosa.
A úlcera e a impactação do abomaso são doenças relativamente raras no Brasil, tendo sido registradas como casos clínicos individuais. Apresentam incidência crescente na região Sudeste. Normalmente, a úlcera de abomaso ocorre em animais com alta produção e a impactação em animais que recebem forragem muito seca, principalmente capineiras com alto teor de lignina.
O animal apresenta-se apático, magro, com pelagem fosca e arrepiada; abdome direito tenso e abaulado; mucosas normocoradas; presença de material regurgitado com estrias de sangue nas fossas nasais; ausculta cardíaca revelando freqüência de sessenta batimentos por minuto, ausculta pulmonar sem alterações dignas de nota; percussão pulmonar com som claro; movimento ruminal constante e superficial com oito movimentos por minuto; conteúdo líquido com presença de leve timpanismo; fezes escassas, pastosas, com muco, escurecidas e com odor fétido; prova de sensibilidade à dor positiva e localizada na região esternal; extensa área com som metálico oriundo do rúmen; palpação retal – massa dura com superfície rugosa, não flutuante do lado direito.
O diagnóstico definitivo é feito com laparruminotomia exploratória (abertura cirúrgica do abdome para visualização) e necropsia. Sendo uma condição grave, o animal é muitas vezes sacrificado.